# Le Cahier volé
Pour l’article homonyme, voir Le Cahier volé (roman).
Pour plus de détails, voir Fiche technique et Distribution.
Le Cahier volé est un film franco-italiano-suisse réalisé par Christine Lipinska, sorti au cinéma le 28 avril 1993.

## Synopsis
Le temps d'un été, une jeune fille (Virginie) va connaître l'amour idéal à travers celui de trois de ses amis, Anne, Maurice et Jacques.

## Fiche technique
- Titre : Le Cahier volé
- Réalisation : Christine Lipinska
- Scénario : Christine Lipinska, d'après le roman Le Cahier volé de Régine Deforges
- Dialogues : Christine Lipinska, Paul Fournel, Bernard Revon
- Musique : Arié Dzierlatka
- Chef décorateur : Jean-Pierre Clech
- Directeur de la photographie : Romain Winding
- Montage : Marie-Claude Lacambre
- Production : Providence Films, Scena Group Srl, S.F.P.C S.A., Genève
- Producteur : Yves Gasser
- Producteur délégué : Serge Khayat
- Producteur exécutif : Jean-François Geneix
- Pays :  France,  Italie,  Suisse
- Durée : 110 minutes
- Année de production : 1992
- Date de sortie : 28 avril 1993

## Distribution
- Élodie Bouchez : Virginie
- Edwige Navarro : Anne
- Benoît Magimel : Maurice
- Malcolm Conrath : Jacques
- Marie Rivière : Lucie
- Margaux Bergeon : Adèle
- Serge Avédikian : André
- Anne-Marie Pisani : Georgette
- Mado Maurin : la mère supérieure

## Distinctions
- Sélection officielle de la Mostra de Venise en 1992.

## Tournage
Le tournage du film s'est déroulé du mois de février à juin 1992, dans plusieurs communes des Alpes-Maritimes. 
Notamment les communes de : Carros, Le Broc, et Gattières. La ligne reliant Nice à Digne-les-Bains, des Chemins de fer de Provence, a également servi de décors au tournage du film.

## Anecdote
On aperçoit l'affiche du film dans le générique de début de Killing Zoe de Roger Avary (générique constitué d'images "volées" dans Paris avec une caméra montée sur une Citroën).